# Rotachsel-Kuhstärling
Der Rotachsel-Kuhstärling (Molothrus rufoaxillaris) ist ein kleiner Singvogel aus der Familie der Stärlinge. Die im südlichen Südamerika verbreitete Art wurde erstmals im Jahr 1866 von dem amerikanischen Ornithologen John Cassin wissenschaftlich beschrieben. Wie bei allen Vertretern der Gattung der Kuhstärlinge handelt es sich beim Rotachsel-Kuhstärling um einen Brutparasiten, der die Aufzucht der eigenen Jungen anderen Arten überlässt. Ungewöhnlich ist hierbei die deutliche Spezialisierung auf eine einzelne Art, den Braunkuhstärling, der trotz seines irreführenden Namens einer anderen, nicht-brutparasitären Gattung angehört.

## Merkmale
Rotachsel-Kuhstärlinge sind mit einer durchschnittlichen Größe von 19 cm und einer Flügelspannweite zwischen 105 und 124 mm eher kleine Vertreter ihrer Gattung. Männchen sind tendenziell etwas größer und schwerer als ihre weiblichen Artgenossen, ihr Gewicht beträgt etwa 63 g, während das der Weibchen sich im Bereich von circa 50 g bewegt. Ein weitergehender Sexualdimorphismus, anhand dessen die Geschlechter unterschieden werden könnten, besteht hingegen nicht. Das Gefieder des Rotachsel-Kuhstärlings zeigt fast am ganzen Körper eine einheitlich schwarze Färbung, die zudem bei entsprechenden Lichtverhältnissen einen auffälligen, lilafarbenen Glanzeffekt besitzt. Lediglich an den Achselfedern befindet sich ein namensgebender, rotbrauner Fleck, der jedoch bei angelegten Flügeln nicht sichtbar ist. Das seidig wirkende Gefieder soll einen charakteristischen, an Moschus erinnernden Duft verströmen. Der kurze, kräftige Schnabel ist ebenso wie die Beine grau gefärbt, die Iris des Auges ist rötlich braun. Verwechslungen mit Männchen des eng verwandten Seidenkuhstärlings (Molothrus bonariensis), der dem Rotachsel-Kuhstärling hinsichtlich Größe und Färbung stark ähnelt, kommen sehr häufig vor.

## Verhalten
Die Art ist ein Standvogel, der sich nicht an den saisonalen Vogelzügen beteiligt. Einzelne Individuen verlassen nur selten ihren „Heimatbereich“, der eine minimale Größe von etwa 15 bis 25 ha aufweist. Diese Standorttreue wurde in der Vergangenheit oft als Territorialverhalten gedeutet, aktuellere Forschungen an bebänderten Vögeln stellten jedoch starke Überlappungen der Heimatbereiche fest, ohne dass es zwischen einzelnen Rotachsel-Kuhstärlingen zu Konflikten kam. Des Weiteren spricht die klar erkennbare Tendenz zur Bildung kleiner bis mittelgroßer Schwärme gegen ein ausgeprägtes Revierverhalten. Eine Ausnahme stellen Kämpfe zwischen Paaren um den Zugang zu Wirtsnestern dar, die während der Brutzeit regelmäßig beobachtet werden können. Die bei der Nahrungsaufnahme und an Ruheplätzen gebildeten Schwärme bestehen meist aus etwa sechs bis zehn Vögeln, nur in Ausnahmefällen kommen Ansammlungen mit deutlich über 30 Individuen vor. Regelmäßig gesellen sich Vertreter anderer Arten, wie Braun- und Seidenkuhstärlinge hinzu. In diesen gemischten Schwärmen nutzen Rotachsel-Kuhstärlinge die Lautäußerungen anderer Arten als Indikator für potenzielle Bedrohungen, sie selbst warnen bei einer erkannten Gefahr allerdings nicht verbal.

### Ernährung

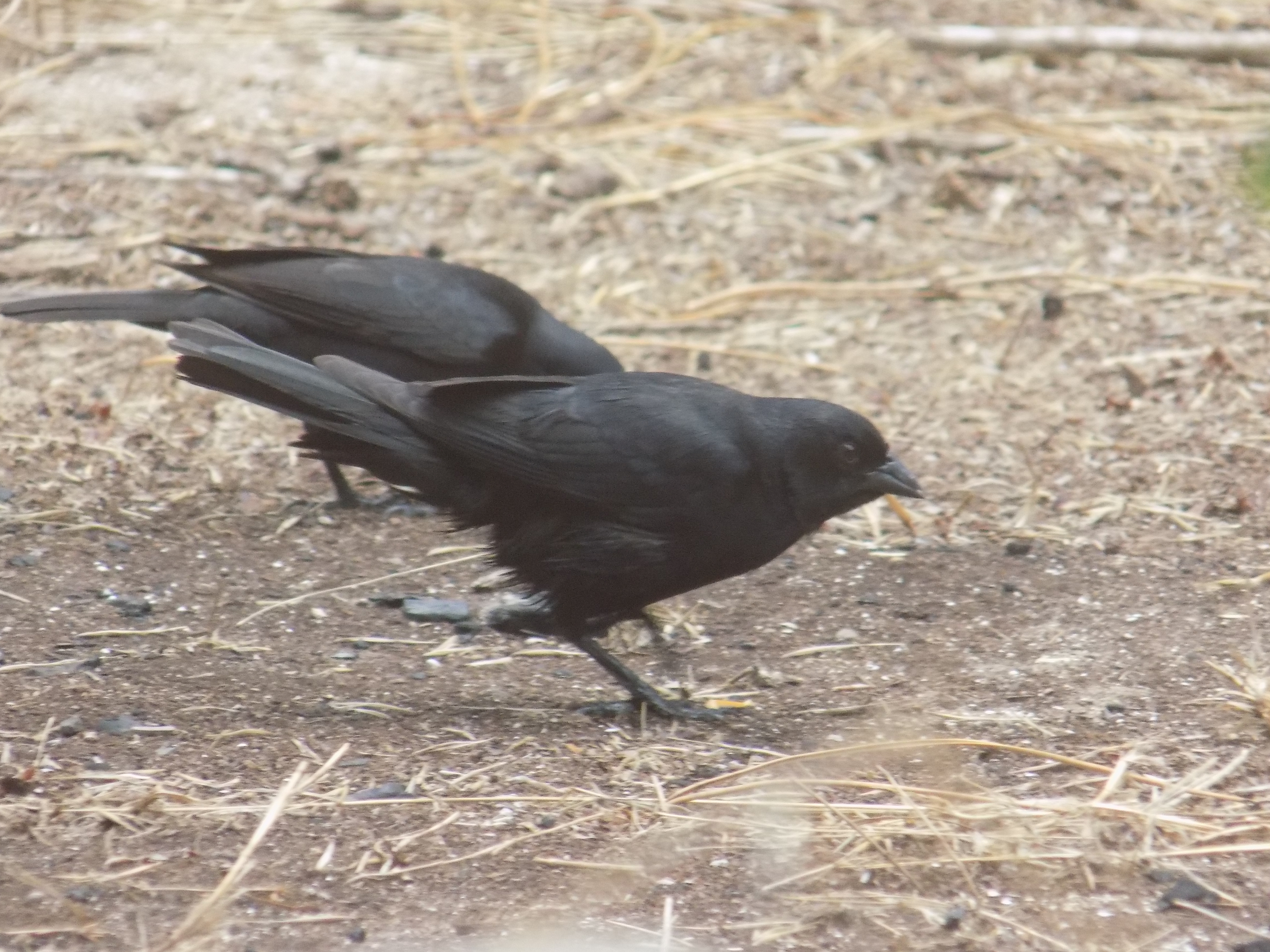
Rotachsel-Kuhstärlinge bei der Nahrungssuche am Boden

Rotachsel-Kuhstärlinge ernähren sich grundsätzlich omnivor, Hauptbestandteil der Nahrung sind jedoch meist verschiedene Samen. Die Spezialisierung auf eine samenbasierte Ernährung variiert von Individuum zu Individuum, während in den Mägen einiger Vögel ausschließlich Samen und Getreidekörner gefunden wurden, ließen sich bei anderen auch Reis, Fliegen, Larven, Heuschrecken, Motten und Raupen nachweisen. Während der Nahrungsaufnahme, die ausschließlich am Boden stattfindet, bilden die Vögel häufig gemischte Schwärme mit Braunkuh- und Seidenkuhstärlingen.

### Fortpflanzung
Rotachsel-Kuhstärlinge bilden monogame Paare, die zumindest für den Zeitraum einer Brutsaison, in der Regel jedoch deutlich länger, zusammenbleiben. Dieses Verhalten ist für einen Brutparasiten ungewöhnlich, da als einer der Hauptvorteile von Monogamie bei Vögeln der höhere Bruterfolg durch eine gemeinsame Brutpflege angenommen wird. Warum die Art sich dennoch monogam fortpflanzt, ist unklar, als mögliche Gründe kommen ein leichteres Auffinden potenzieller Wirtsnester, der Schutz des Partners oder gemeinschaftliche Verteidigung des eigenen Territoriums in Frage. Die Balz ist wenig aufwendig und findet vergleichsweise selten statt. Das Männchen präsentiert dabei unter lautem Rufen seine horizontal ausgestreckten Flügel und verbeugt sich wiederholt vor dem Weibchen, in dieser Haltung ist sein Kopf senkrecht nach oben gestreckt, die Federn der Haube sind aufgestellt. Diese Zurschaustellungen finden fast ausschließlich auf Bäumen und nur sehr selten am Boden statt. Das Balzverhalten endet bereits etwa einen Monat vor Beginn des eigentlichen Brutvorgangs, stattdessen folgt das Männchen dem Weibchen in dieser Zeit äußerst ausdauernd und entfernt sich selten mehr als zwei Meter von seiner Partnerin.

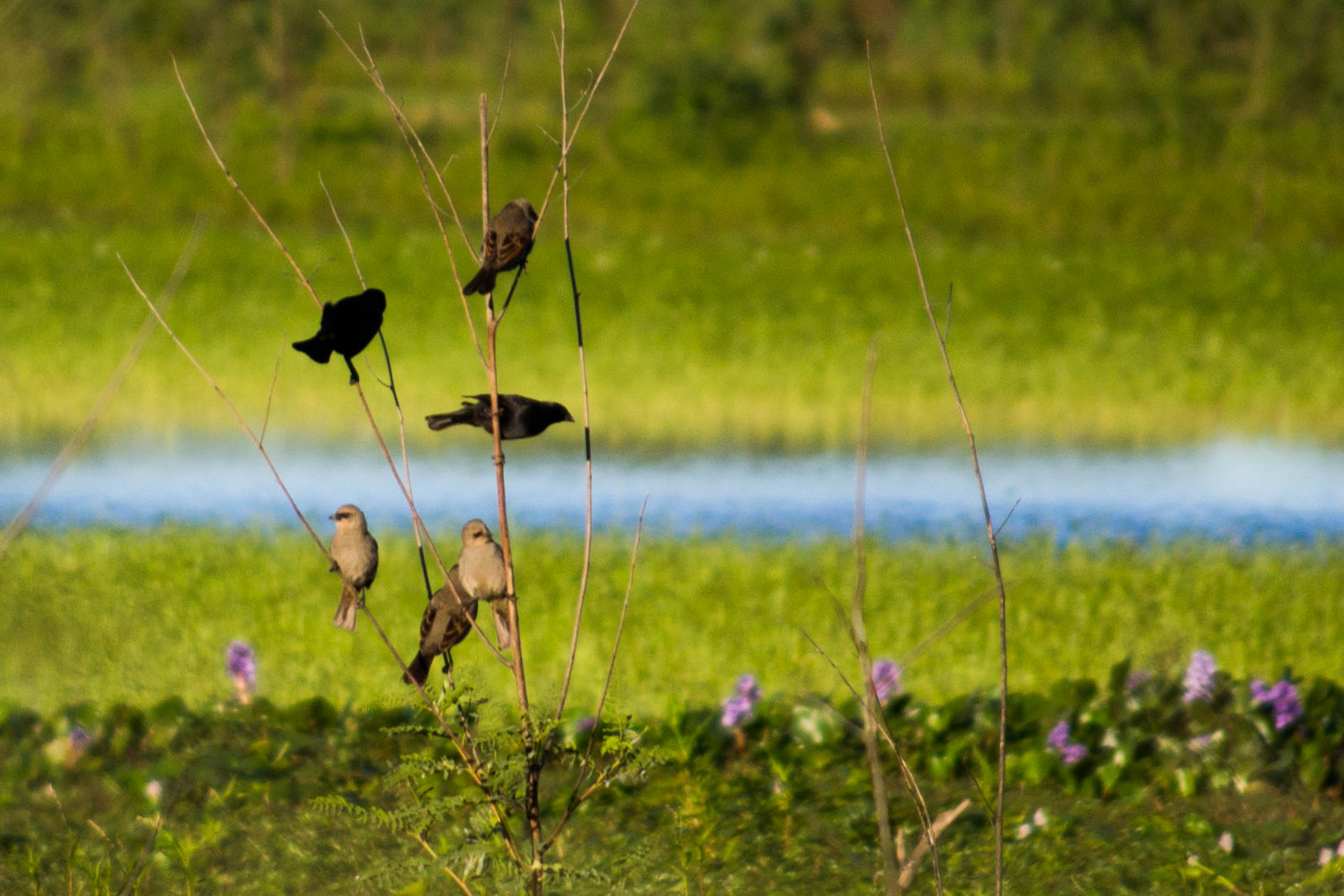
Rotachsel-Kuhstärlinge (dunklere Vögel in der Mitte des Strauches) und Braunkuhstärlinge (Agelaioides badius) in einem gemischten Schwarm. Der Braunkuhstärling ist die mit Abstand bedeutendste Wirtsart des Rotachsel-Kuhstärlings.

Anders als andere Vertreter seiner Gattung weist der Rotachsel-Kuhstärling eine sehr hohe Spezialisierung auf einen einzelnen Wirt – den Braunkuhstärling – auf. Andere Arten werden nur sehr selten und lokal begrenzt parasitiert. So existieren etwa regelmäßige Berichte aus dem Nordwesten Argentiniens, wo der Rotstirn-Bündelnister (Phacellodomus rufifrons), dessen Nester ausgesprochen einfach auszumachen sind, als alternative Wirtsspezies dient. Das Ausspähen von Braunkuhstärlingsnestern beginnt häufig schon weit vor Beginn der eigentlichen Brutzeit, die sich an den Wirt angepasst von Oktober bis März erstreckt. Wurde ein geeignetes Nest ausgewählt, beginnt das Weibchen mit der Eiablage, die sich über mehrere Tage erstreckt. Hierbei wird in den Morgenstunden jeweils pro Tag nur ein einzelnes Ei gelegt, bis eine maximale Anzahl von fünf Eiern pro Gelege erreicht ist. Ob während einer Brutsaison mehr als ein Gelege beim selben Weibchen vorkommen kann, ist nicht bekannt. Das Verteilen der Eier auf mehrere Nester ist üblich. Ebenso häufig kommt es vor, dass ein Braunkuhstärlingsnest von mehr als einem Rotachsel-Kuhstärling parasitiert wird. Nester mit mehr als 20 fremden Eiern wurden bereits beobachtet. Das Aussehen der Eier variiert innerhalb der Art sehr stark, ihre Grundfarbe kann von Weiß-, Grau- und Rosa- bis hin zu Grüntönen reichen. Des Weiteren finden sich Tüpfel und Flecken in ebensovielen Farbschattierungen. Die durchschnittlichen Abmessungen liegen bei etwa 23 × 18 mm, das Gewicht beträgt circa 4 g. Ähnlich große Variationen bei der Farbgebung zeigen auch die Eier des Braunkuhstärlings, was die genaue Zuordnung in einem parasitierten Nest in einigen Fällen schwierig machen kann. Die Eier des Rotachsel-Kuhstärlings sind jedoch zumeist etwas rundlicher, des Weiteren können sie breite, schwärzliche Linien aufweisen, die von Braunkuhstärlingseiern nicht bekannt sind.
Das Weibchen muss seine eigene Eiablage zeitlich auf die der Wirtsvögel abstimmen. Werden die Eier zu früh, also vor den Eiern des Wirts gelegt, nimmt dieser die Eier nicht an und stößt sie aus dem Nest oder gibt den Nistplatz vollständig auf, was insbesondere bei Nestern mit besonders vielen parasitären Eiern regelmäßig passiert. Erfolgt die Eiablage jedoch zu spät, sinkt die Wahrscheinlichkeit auf eine erfolgreiche Inkubation erheblich. Dies führt dazu, dass der Bruterfolg des Rotachsel-Kuhstärlings eher gering ausfällt: So stellte etwa der argentinische Ornithologe Rosendo Manuel Fraga bei einer Studie im Jahr 1986 fest, dass lediglich etwa 12 % der circa 260 beobachteten Eier erfolgreich ausgebrütet wurden. Erreichen die Jungvögel allerdings die Nestlingsphase, schaffen es mehr als zwei Drittel von ihnen auch flügge zu werden und das Nest zu verlassen. Um den bescheidenen Bruterfolg zu erhöhen, werden im Nest vorgefundene Braunkuhstärlingseier regelmäßig von den Rotachsel-Kuhstärlingseltern punktiert.
Die Brutdauer liegt bei etwa zwölf Tagen, junge Rotachsel-Kuhstärlinge schlüpfen im Schnitt nur acht Stunden vor den Jungen des Wirts. Unmittelbar nach dem Schlüpfen sind sie noch nackt, ihre Augen öffnen sich erst nach etwa zwei bis drei Tagen. Ihr Gewicht beträgt im Durchschnitt 3,4 g, ihre Größe liegt bei circa 43 mm. Damit sind sie etwas größer und schwerer als junge Braunkuhstärlinge, denen sie ansonsten jedoch äußerst ähnlich sehen. Die Entwicklung verläuft während der Nestlingsphase recht zügig, nach etwa einer Woche zeigen sich erste Federn, die sich schnell zu einem mausgrauen Daunenkleid entwickeln. Nach 12 bis 16 Tagen wird das Nest bereits verlassen, was teilweise noch vor dem Erlangen der Flugfähigkeit geschieht, die erst nach frühestens 13 Tagen erreicht wird. In diesen Fällen bewegen sich die Jungvögel zunächst noch rennend und kletternd fort. Junge Rotachsel-Kuhstärlinge imitieren den Bettelruf der Braunkuhstärlingsjungen, sind dabei jedoch viel ausdauernder und beschränken sich nicht nur auf das Anbetteln der Wirtseltern. Jungvögel, die in Gefangenschaft aufgezogen werden, versuchen auch von sich nähernden Menschen Nahrung zu erbetteln. Nach dem Verlassen des Nests bleiben die Jungvögel noch für mindestens drei Wochen vollständig von den Wirtseltern abhängig, eine teilweise Versorgung mit Nahrung findet häufig noch zwei Wochen länger statt. Erst nach mehreren Mauservorgängen werden deutliche Unterschiede im Aussehen der beiden Arten sichtbar. Zu diesem Zeitpunkt verlassen die jungen Rotachsel-Kuhstärling ihre Wirtseltern und schließen sich Schwärmen ihrer Artgenossen an.
Das parasitäre Fortpflanzungsverhalten des Rotachsel-Kuhstärlings und seine besondere Assoziation mit dem Braunkuhstärling wurden erstmals im Jahr 1874 von dem argentinisch-britischen Ornithologen William Henry Hudson beobachtet und beschrieben, nachdem er jahrelang erfolglos nach Nestern des Rotachsel-Kuhstärlings gesucht hatte. Seine Erkenntnis beschrieb er enthusiastisch als „wie die Entdeckung eines neuen Planeten“.

### Lautäußerungen
Rotachsel-Kuhstärlinge gelten allgemein als laute und vokale Vögel, was sich unter anderem in ihrem englischen Trivialnamen Screaming Cowbird (wörtlich: „schreiender Kuhstärling“) widerspiegelt. Beide Geschlechter singen und rufen in gleichem Maße. Der Gesang soll in etwa wie ein sich schnell und häufig wiederholendes pe-tzeee klingen, wobei die zweite Silbe deutlich länger gezogen wird als die erste. Darüber hinaus existiert ein kurzer, in etwa wie chuck klingender Ruf, der vor allem während des Fluges und bei Konflikten mit anderen Vögeln ausgestoßen wird. Die Funktion eines weiteren, wie ein leises plunk klingenden Rufs ist bislang unklar. Während einige Forscher wie Herbert Friedmann dies als Alarmruf interpretierten, ziehen spätere Studien die Existenz eines dezidierten Alarmrufs beim Rotachsel-Kuhstärling eher in Zweifel.

## Verbreitung und Gefährdung

Das Verbreitungsgebiet des Rotachsel-Kuhstärlings. In nordöstlicher Richtung findet eine Ausbreitung durch die zunehmend entwaldeten Regionen Brasiliens statt.

Der Rotachsel-Kuhstärling bewohnt offenere Gebiete wie Grasland und lichte Wälder, aber auch vom Menschen geprägte Landschaftsformen wie Agrarland und leicht bebaute städtische Gebiete. Da der Rotachsel-Kuhstärling in der Regel auf Populationen von Braunkuhstärlingen zur Aufzucht seiner Jungen angewiesen ist, ist das Verbreitungsgebiet der beiden Arten beinahe vollständig deckungsgleich. Es erstreckt sich über große Teile des nordöstlichen Argentiniens, Uruguay und fast das gesamte Paraguay bis in die südlichen Regionen Boliviens und Brasiliens. Seit einiger Zeit breitet sich der Rotachsel-Kuhstärling zunehmend in nordöstlicher Richtung in den brasilianischen Bundesstaat Paraná und darüber hinaus aus, wo Braunkuhstärlinge bislang nicht nachgewiesen werden konnten. Hier weicht die Art zur Fortpflanzung offenbar auf andere Wirte aus. Insgesamt gilt der Rotachsel-Kuhstärling als häufig und nicht gefährdet. Die IUCN führt ihn daher mit Stand 2018 unter dem Status least concern, obwohl für die Art keine aktuellen Populationszahlen vorliegen. Unter anderem weil der Rotachsel-Kuhstärling von menschlichen Aktivitäten wie der Rodung von Wäldern profitiert, geht die Organisation von einer anhaltend stabilen Populationsentwicklung aus. Untersuchungen zur Häufigkeit der beiden Arten in Nord-Argentinien stellten ein Verhältnis von Braunkuhstärlingen zu Rotachsel-Kuhstärlingen in Höhe von etwa 3,7:1 fest.

## Systematik
Die Erstbeschreibung des Rotachsel-Kuhstärlings erfolgte 1866 durch John Cassin unter dem wissenschaftlichen Namen Molothrus rufo-axillaris. Als Sammelort gab er Buenos Aires an. Bereits 1832 hatte William Swainson die für die Wissenschaft neue Gattung Molothrus für den Braunkopf-Kuhstärling (Molothrus ater (Boddaert, 1783)) (Syn. Molothrus pecoris) eingeführt. Die Art gilt zurzeit als monotypisch, geografische Variationen fehlen ebenfalls. Die deutlichen Übereinstimmungen in Aussehen und Verhalten der Jungvögel führten zu Spekulationen, dass es sich bei Rotachsel- und Braunkuhstärlingen um eng verwandte Arten handeln könnte. Genetische Untersuchungen widerlegten diese Annahme jedoch, in jüngerer Zeit wird die große Ähnlichkeit der Jungvögel eher als eine Form der Mimikry seitens des Rotachsel-Kuhstärlings zur Erhöhung des eigenen Bruterfolgs gedeutet. Alfred Laubmann sah durch gesammelte Exemplare aus der „3. Gran-Chaco-Expedition“ durch Hans Krieg (1888–1970), Eugen Josef Robert Schuhmacher (1906–1973) und Michael Mathias Kiefer (1902–1980) die Art in fast ganz Regionen Paraguays verbreitet.

## Etymologie
Der Begriff Molothrus leitet sich von leitet sich von μολοθρος molothros für nicht eingeladener Gast ab und könnte sich aus μολοθρος mōlos für Kampf und θρωσκω thrōskō für zeugen, schwängern ergeben. Der Artname rufoaxillaris ist ein Wortgebilde aus lateinisch rufus ‚rötlich‘ und lateinisch axillaris, axilla ‚Achselhöhle, Achsel, Schulter‘.